# Cerco de Leida

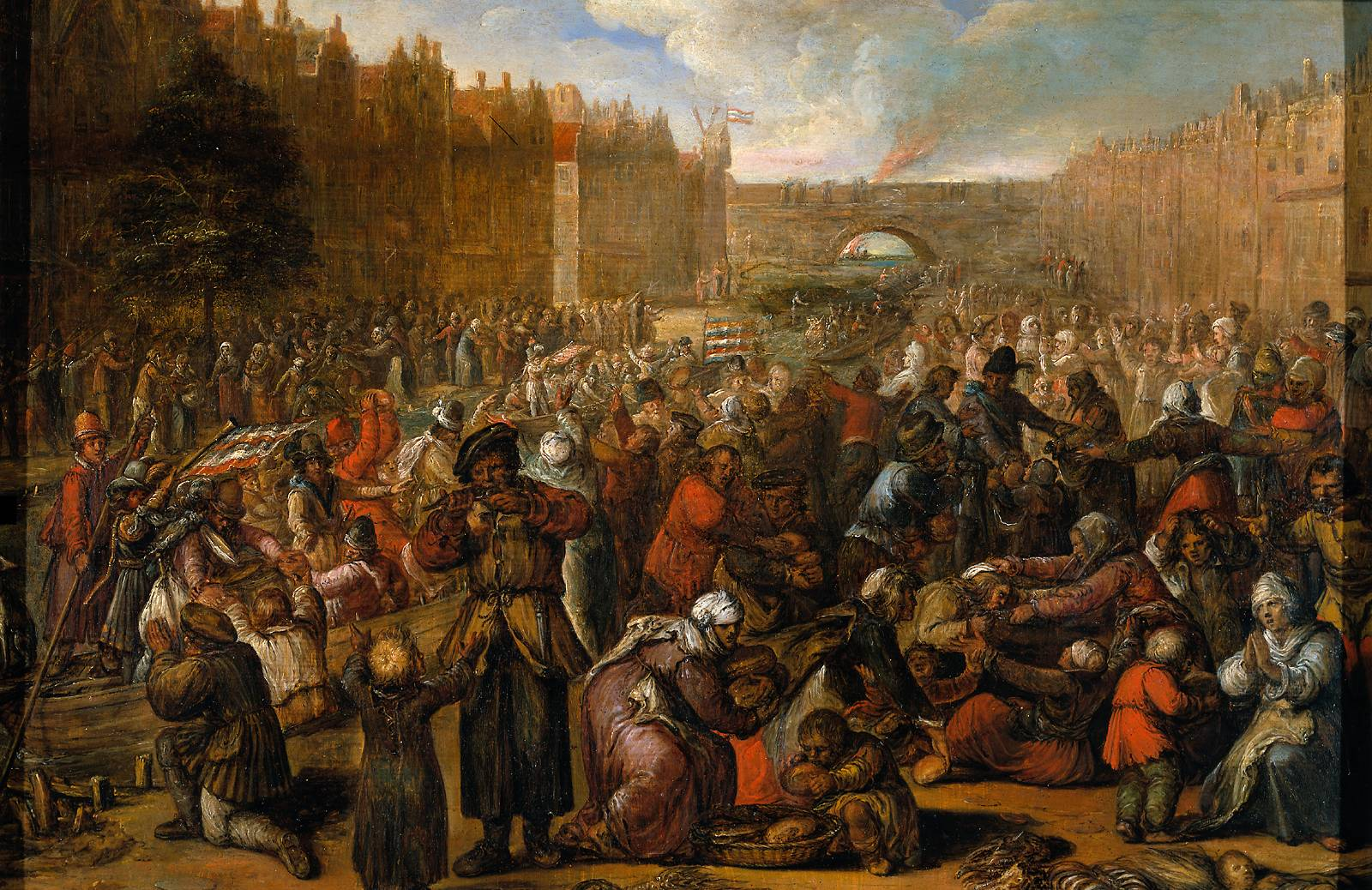
O alívio de Leida pelos Geuzen em barcos de fundo plano, em 3 de outubro de 1574. Otto van Veen

O Cerco de Leida ocorreu durante a Guerra dos Oitenta Anos e a Guerra Anglo-Espanhola em 1573 e 1574, quando os espanhóis sob o comando de Francisco de Valdez tentaram capturar a cidade rebelde de Leida, Holanda do Sul, Holanda. O cerco falhou quando a cidade foi aliviada com sucesso em outubro de 1574.

## Antecedentes
Na guerra que eclodiu (eventualmente chamada de Guerra dos Oitenta Anos), os rebeldes holandeses pegaram em armas contra o rei Habsburgo da Espanha, cuja família havia herdado as Dezessete Províncias dos Países Baixos. A maioria dos condados da Holanda e da Zelândia foram ocupados por rebeldes em 1572, que procuraram acabar com o duro governo do duque espanhol de Alba, governador-geral dos Países Baixos. O território tinha uma alta densidade de cidades, que eram protegidas por obras de defesa e pelos pântanos baixos, que podiam ser facilmente inundados abrindo os diques e deixando entrar o mar.
O Duque de Alba tentou quebrar a resistência usando força bruta. Ele usou Amsterdã como base, já que esta era a única cidade do condado da Holanda que havia permanecido leal ao governo espanhol. O tratamento cruel de Alba com as populações após os cercos de Naarden e Haarlem era notório. Os rebeldes aprenderam que nenhuma misericórdia era mostrada ali e estavam determinados a aguentar o máximo de tempo possível para evitar um massacre semelhante. O condado da Holanda foi dividido em dois quando Haarlem foi tomada pelos espanhóis após um cerco de sete meses. Alba então tentou tomar Alkmaar no norte, mas a cidade resistiu ao ataque espanhol. Alba então enviou seu oficial Francisco de Valdez para atacar o território rebelde do sul, começando por Leida. Entretanto, devido ao seu fracasso em reprimir a rebelião tão rapidamente como pretendia, Alba apresentou a sua renúncia, que o rei Filipe aceitou em dezembro. O menos duro e mais político Luis de Zúñiga y Requesens o substituiu como governador-geral.

## Primeiro cerco a Leida
A cidade de Leida tinha muitos alimentos armazenados para o cerco quando ele começou em outubro de 1573. O cerco foi muito difícil para os espanhóis, porque o solo estava muito solto para cavar trincheiras, e as obras de defesa da cidade eram difíceis de quebrar. Defendendo Leida estava um exército rebelde dos Estados Holandeses composto por tropas inglesas, escocesas e francesas huguenotes. O líder dos rebeldes holandeses, Guilherme, o Silencioso, Príncipe de Orange, tentou um alívio de Leida enviando um exército para os Países Baixos sob o comando de seu irmão, Luís de Nassau. Valdez levantou o cerco em abril de 1574 para enfrentar as tropas rebeldes invasoras, mas Sancho d'Avila os alcançou primeiro e os derrotou na Batalha de Mookerheyde, onde Luís foi morto.

## Segundo cerco e alívio de Leida

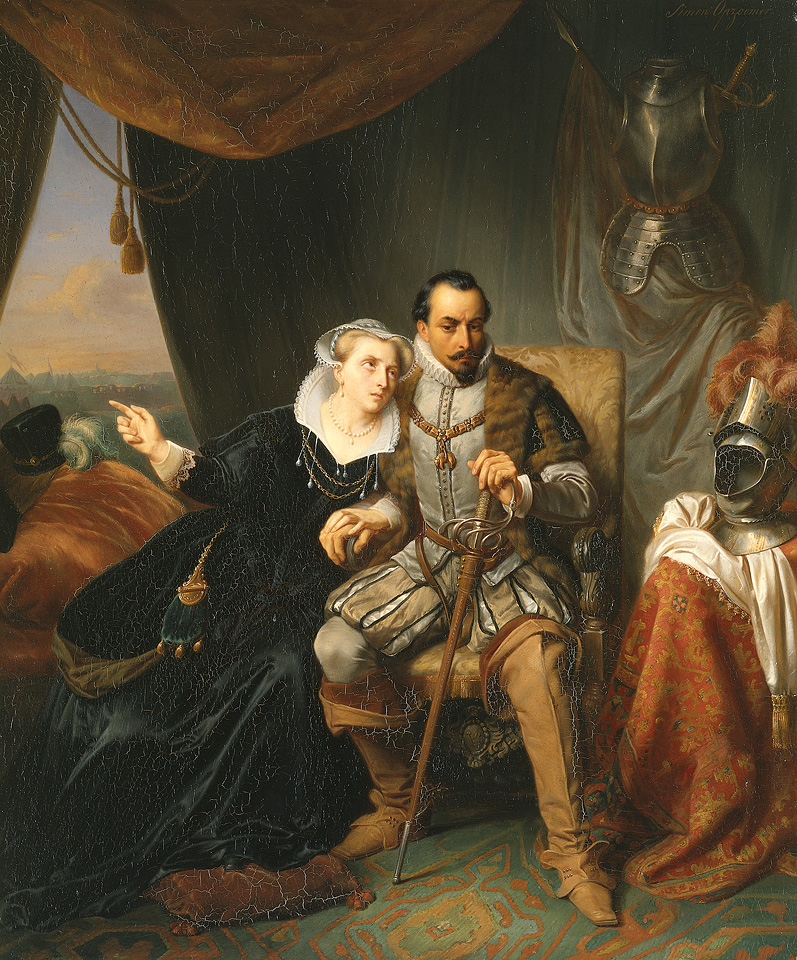
A "lenda", confirmada por pesquisas históricas em 2014, de Magdalena Moons e Francisco de Valdez tornou-se uma história popular após o cerco de 1574: pintura de Simon Opzoomer, c. 1845.

Durante a breve trégua do cerco, Orange aconselhou os cidadãos de Leida a reabastecer sua cidade com suprimentos e receber uma guarnição maior para ajudar a defender a cidade. Eles ignoraram seus conselhos, no entanto, quando o exército de Valdez retornou para renovar o cerco em 26 de maio de 1574, eles estavam em condições tão precárias quanto antes. A cidade considerou se render, pois quase não havia chance de socorro e os suprimentos estavam diminuindo. A derrota do exército de Luís também foi um golpe na moral.
O príncipe de Orange, no entanto, estava determinado a aliviar a cidade. Por isso, mandou um pombo-correio para a cidade implorando para que ele aguentasse por três meses. Para cumprir essa promessa, ele planejava romper os diques para permitir que o mar inundasse a terra baixa. O cerco poderia então ser levantado usando a frota rebelde, e os espanhóis seriam forçados a se retirar antes que o mar chegasse. Esta tática também tinha sido usada para aliviar Alkmaar. Os danos à zona rural circundante seriam enormes e, por isso, a população da zona resistiu ao rompimento dos diques. No entanto, no final, o príncipe prevaleceu e os diques externos foram quebrados em 3 de agosto. Anteriormente, o almirante do príncipe, Louis de Boiot, havia montado uma frota de mais de duzentos pequenos navios de fundo plano, tripulados por 2.500 marinheiros holandeses veteranos, e carregando um grande estoque de provisões para os habitantes famintos da cidade de Leida. Logo após o rompimento dos primeiros diques, o Príncipe de Orange teve uma febre violenta que paralisou as operações. Mais importante, a inundação do campo demorou mais do que o esperado por causa dos ventos desfavoráveis. Em 21 de agosto, os habitantes de Leida enviaram uma mensagem ao príncipe dizendo que haviam resistido por três meses, dois com comida e um sem comida. O príncipe respondeu-lhes, novamente por pombo-correio, que os diques tinham sido todos perfurados e que o alívio viria em breve.
No entanto, somente no primeiro dia de setembro, quando o príncipe se recuperou de sua doença, a expedição continuou a sério. Mais de 15 milhas estavam entre a frota rebelde e Leida, mas dez milhas foram cobertas sem dificuldade. Na noite de 10 de setembro, a frota encontrou o Landscheiding, que bloqueou seu caminho para Leida, e o capturou em um ataque surpresa noturno. Os espanhóis haviam negligenciado fortalecer fortemente este importante ponto. Na manhã seguinte, os espanhóis tentaram recuperar a posição, mas foram repelidos com a perda de várias centenas de homens. O dique foi rompido e a frota seguiu em direção a Leida.

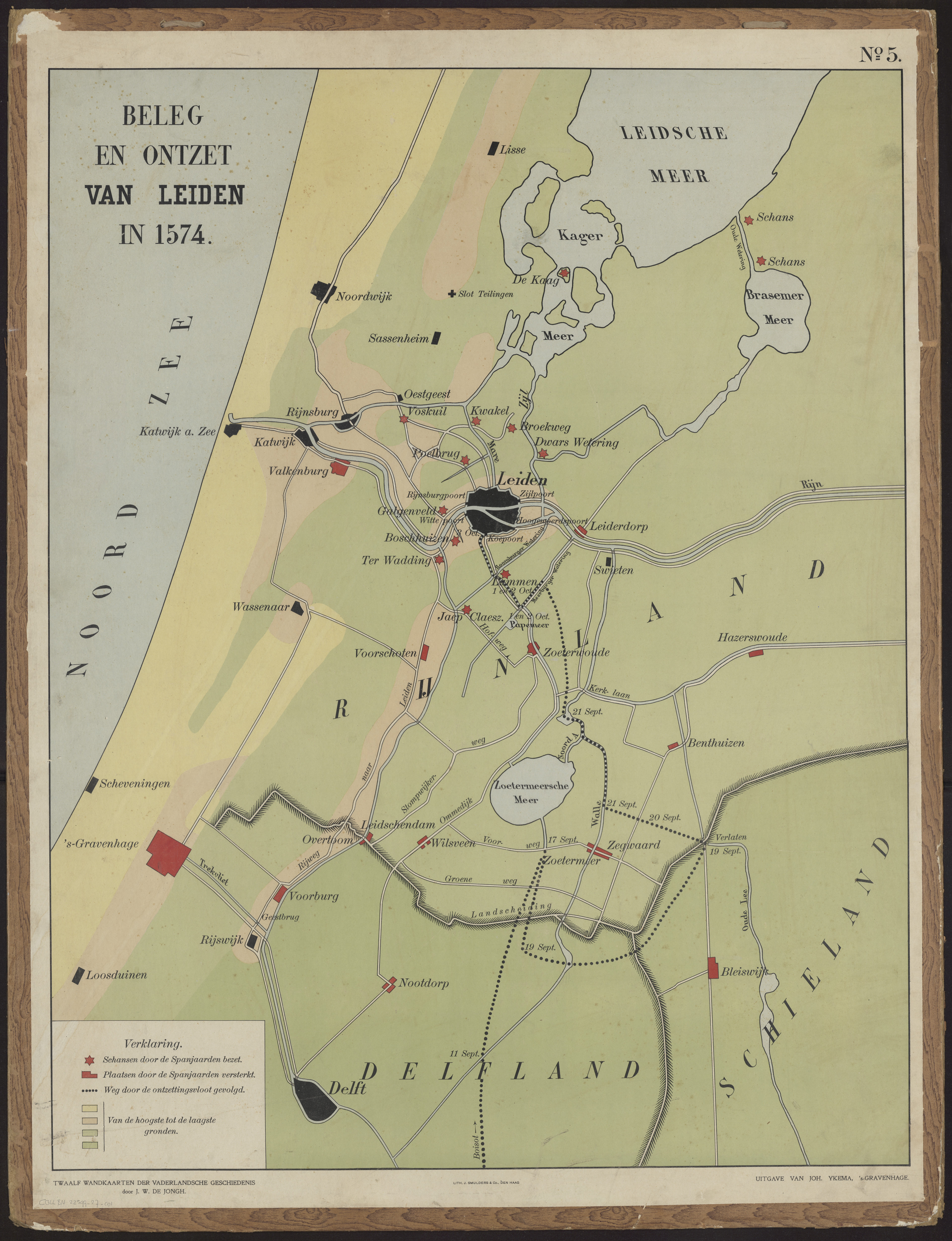
Mapa do cerco de Leida

ssumido que a ruptura do Landscheiding inundaria o país para o interior até Leiden. Em vez disso, a flotilha rebelde mais uma vez encontrou seu caminho bloqueado, desta vez pelo dique Greenway, a menos de uma milha para o interior do Landscheiding, que ainda estava um pé acima do nível da água. Mais uma vez, no entanto, os espanhóis deixaram o dique praticamente sem defesa, e os holandeses o atravessaram sem muita dificuldade. Devido aos ventos de leste que empurravam a água de volta para o mar, e a área de superfície cada vez maior da terra que a água cobria, as inundações eram tão rasas que a frota estava praticamente encalhada. A única maneira que era profunda o suficiente para que eles prosseguissem era por um canal, levando a um grande lago interior chamado Zoetermeer (lago de água doce). Este canal, e a ponte sobre ele, foram fortemente defendidos pelos espanhóis, e depois de uma breve luta anfíbia, o Almirante desistiu da empreitada. Ele enviou uma mensagem desanimada ao príncipe, dizendo que, a menos que o vento girasse, e eles pudessem navegar ao redor do canal, eles estavam perdidos.
Enquanto isso, na cidade, os habitantes clamavam por rendição quando viram que seus conterrâneos haviam encalhado. Mas o prefeito van der Werff inspirou seus cidadãos a se segurarem, dizendo que teriam que matá-lo antes que a cidade pudesse se render, e que eles poderiam comer seu braço se estivessem realmente tão desesperados. Na verdade, milhares de habitantes morreram de fome. Para aumentar seus problemas, como tantas vezes acontecia naquela época, a peste apareceu nas ruas da cidade e cerca de oito mil morreram apenas por essa causa. A cidade só resistiu porque sabia que os soldados espanhóis massacrariam toda a população em qualquer caso, para dar o exemplo ao resto do país, como aconteceu em Naarden e nas outras cidades que foram saqueadas. O almirante Boisot enviou uma pomba para a cidade, garantindo-lhes um rápido sucesso.
No dia 18 o vento mudou novamente e, soprando forte de oeste, empilhou o mar contra as barragens. Com o aumento do nível da água, a flotilha logo foi capaz de fazer um circuito ao redor da ponte e do canal, e entrar com sucesso no Zoetermeer. Em outubro, os patriotas holandeses liderados por Guilherme, o Silencioso, destruíram os diques em quatro locais, a fim de formar um obstáculo que as tropas espanholas não conseguiram superar. Como resultado disso e da vinda de um vento forte do Oeste, a água subiu e as tropas espanholas perderam sua mobilidade. Em um desses quatro locais, um monumento foi estabelecido em memória do que aconteceu, chamado de Monumento Groenedijk. Os Mendigos do Mar sob o almirante Louis de Boisot tinham navios para usar com sucesso a água a seu favor. Uma sucessão de aldeias fortificadas agora estava no caminho da frota patriota, e o almirante holandês tinha medo até agora de perder seu prêmio, mas os espanhóis, em pânico com a subida das águas, mal ofereceram resistência. Todas as suas fortalezas, agora transformadas em ilhas, foram desertas pelas tropas monarquistas em sua fuga, exceto a vila de Lammen. Este era um pequeno forte sob o comando do coronel Bórgia, e situado a cerca de três quartos de milha das muralhas de Leiden.

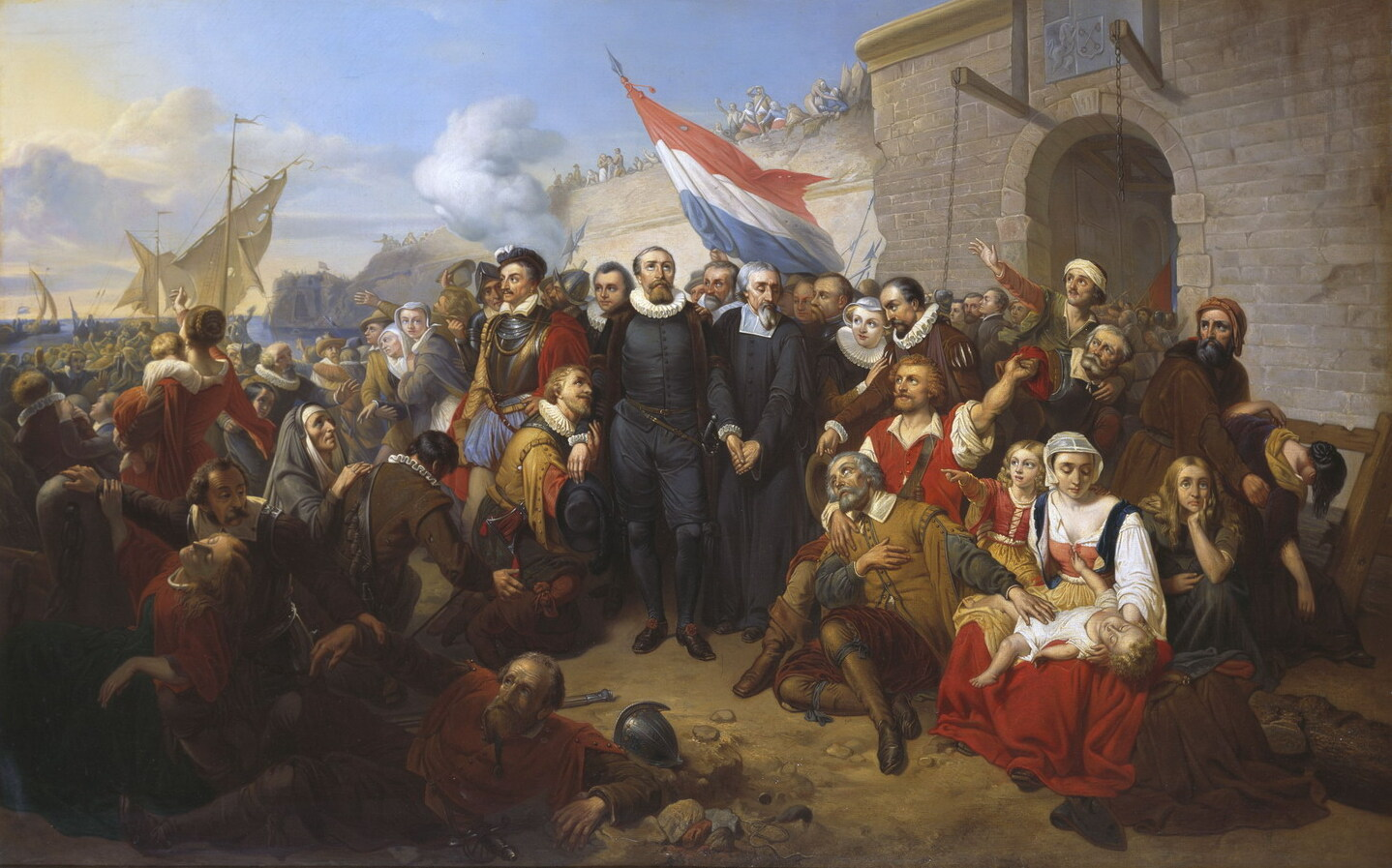
O alívio de Leiden

Este era um obstáculo formidável, mas os espanhóis, adeptos da luta terrestre e não da guerra anfíbia, haviam se desesperado por manter uma disputa tão desigual contra as forças combinadas do mar e os veteranos marinheiros holandeses. Assim, o comandante espanhol Valdez ordenou uma retirada na noite de 2 de outubro, e o exército fugiu, mais temeroso por um terrível acidente que ouviram da cidade, e presumiu serem os homens de Leida rompendo ainda outra barragem sobre eles. Na verdade, parte da muralha de Leida, erodida pela água do mar, havia caído, deixando a cidade completamente vulnerável a ataques, se algum espanhol tivesse optado por permanecer.
No dia seguinte, os rebeldes aliviados chegaram à cidade, alimentando os cidadãos com arenque e pão branco. As pessoas também se banqueteavam em hutspot (ensopado de cenoura e cebola) à noite. De acordo com a lenda, um garotinho órfão chamado Cornelis Joppenszoon encontrou uma panela cheia de barracas que os espanhóis tiveram que deixar para trás quando deixaram seu acampamento, os Lammenschans, com pressa para escapar da subida das águass.

## Consequências
Em 1575, o tesouro espanhol secou, de modo que o exército espanhol não pôde mais ser pago e se amotinou. Após a pilhagem de Antuérpia, toda a Holanda se rebelou contra a Espanha. O Leida voltou a estar seguro.
A Universidade de Leida foi fundada por Guilherme de Orange em reconhecimento ao sacrifício da cidade no cerco. De acordo com a ficção irônica ainda mantida pelo príncipe, de que ele estava agindo em nome de seu mestre Filipe da Espanha, contra quem ele estava de fato em rebelião aberta, a universidade foi dotada em nome do rei.
O Festival de 3 de Outubro é celebrado todos os anos em Leida. É um festival, com uma festa e uma dezena de discotecas ao ar livre à noite.  O município dá gratuitamente arenque e pão branco aos cidadãos de Leida.